# Afrogarypus impressus
Espèce
Synonymes
- Garypus impressus Tullgren, 1907

Afrogarypus impressus est une espèce de pseudoscorpions de la famille des Geogarypidae.

## Distribution
Cette espèce se rencontre en Afrique du Sud, au Mozambique et aux Seychelles.

## Systématique et taxinomie
Cette espèce a été décrite sous le protonyme Garypus impressus par Tullgren en 1907. Elle est placée dans le genre Geogarypus par Chamberlin en 1930 puis dans le genre Afrogarypus par Harvey en 1986.

## Publication originale
- Tullgren, 1907 : « Chelonethiden aus Natal und Zululand ». Zoologiska studier tillägnade Professor T. Tullberg, Uppsala, p. 216-236.